# ألكساندرا مولر
ألكساندرا مولر (بالألمانية: Alexandra Shaw)‏ (و. 1983  م) هي لاعبة كرة سلة ألمانية، ولدت في أوتينغن إن بايرن، شاركت في بطولة كرة السلة الأوروبية للسيدات 2005 ‏، وبطولة كرة السلة الأوروبية للسيدات 2007 ‏، مركز لعبها هو مدافع مسدد الهدف.

## روابط خارجية
- ألكساندرا مولر على موقع الاتحاد الدولي لكرة السلة (الإنجليزية)
- ألكساندرا مولر على موقع كرة السلة الأوروبية.كوم (الإنجليزية)